# گردا تارو
گردا تارو (به انگلیسی: Gerda Taro) (با نام واقعی گرتا پوهریل، متولد اول اوت ۱۹۱۰ -درگذشته در ۲۶ ژوئیه ۱۹۳۷) از نخستین زنان فعال در عکاسی جنگی است. تارو نخستین زنی است که در خطوط مقدم جبهه عکاسی کرد و در خط مقدم نیز کشته شد.
شهرت حرفه‌ای تارو به سبب عکاسی از جنگهای داخلی اسپانیا است. علاوه بر این او به سبب همراهی با رابرت کاپا در زندگی شخصی و حرفه‌ای نیز شناخته شده‌است.

## سالهای آغازین
«گرتا پوهریل»، در سال ۱۹۱۰در اشتوتگارت آلمان در خانواده‌ای از طبقه متوسط از یهودیان گالیشیا به دنیا آمد. او تحصیلات خود را در یک مدرسه شبانه‌روزی سوئیسی آغاز کرد. در سال ۱۹۲۹کمی پیش از شکل گرفتن آلمان نازی خانواده پوهریل به لایپزیگ مهاجرت کردند. تارو که با حزب نازی مخالف بود به احزاب دست چپی پیوست.
در سال ۱۹۳۳، گرتا پوهریل به سبب تبلیغات ضد نازی دستگیر و بازداشت شد. در نهایت کل خانواده پوهریل مجبور به ترک آلمان نازی شد. اعضای خانواده پراکنده شدند و تارو دیگر هرگز آنها را ندید.

## فرانسه

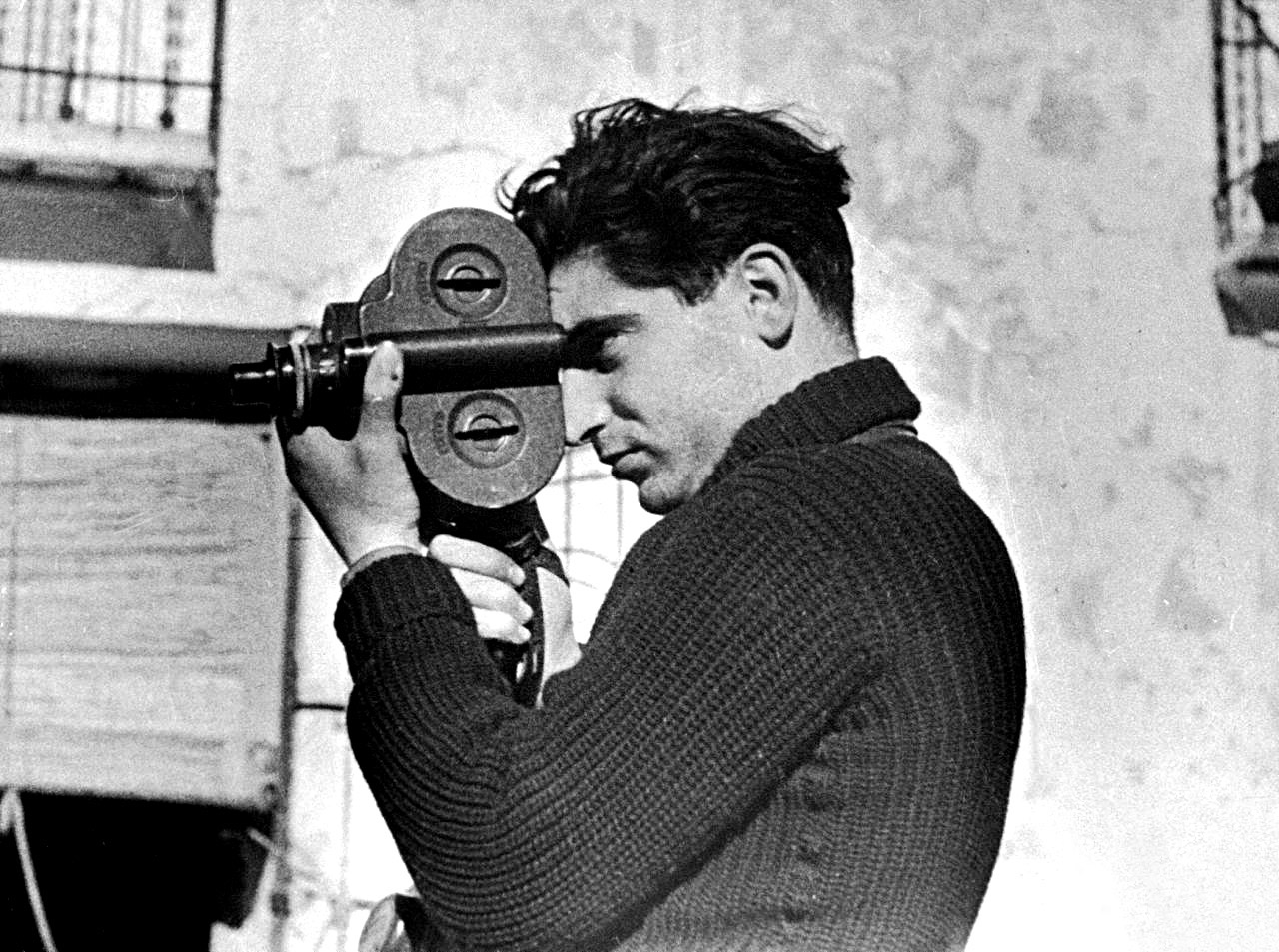
تصویر گرفته شده از رابرت کاپا توسط تارو، می ۱۹۳۷ در جریان جنگ‌های داخلی اسپانیا

در سال ۱۹۳۴ یهود ستیزی روزافزون در آلمان تحت حاکمیت هیتلر، گرتا پوهریل را به فرانسه و شهر پاریس کشاند. او در پاریس با اِندره فریدمن یک عکاس خبری یهودی اهل مجارستان آشنا شد. پوهریل به عنوان دستیار او آغاز به کار کرد و به این ترتیب عکاسی را آموخت. رابطه این دو به زودی شخصی و عاشقانه شد.
اندکی بعد پوهریل به عنوان ویرایشگر تصویر در آژانس الیانس فوتو مشغول به کار شد.
در سال ۱۹۳۶، پوهریل برای اولین بار گواهی نامه عکاسی خبری خود را دریافت کرد. پوهریل و فریدمن برای ادامه زندگی حرفه‌ای خود برنامه‌ای ریختند. آنها هر دو عکس‌های خبری می‌گرفتند اما عکس‌های خود را تحت نام واحد رابرت کاپا می‌فروختند. پوهریل و فریدمن برای فرار از بازی‌های سیاسی فراگیر در اروپا نامی آمریکایی برای شخصیت حرفه‌ای خود انتخاب کردند که آنها را به بازار پررونق آمریکا متصل می‌کرد. نام فرانک کاپرا بازیگر آمریکایی الهام بخش آنها برای انتخاب این نام مستعار بود. این اسم خیلی زود لو رفت. پس از آن فریدمن از نام رابرت کاپا به تنهایی استفاده کرد و پوهریل نام جدیدی برگزید. او با وام گرفتن از نام‌های تارو اوکاموتو هنرمند ژاپنی و گرتا گاربو بازیگر سوئدی نام گردا تارو را برای خود برگزید.
در دهه ۱۹۳۰ عکس‌های این دو فعالیت‌های انتخاباتی جناح چپ فرانسه را پوشش دادند.

## جنگ داخلی اسپانیا
هنگامی که جنگ داخلی در اسپانیا شعله گرفت تارو به همراه کاپا و دیوید سیمور (چیم) برای پوشش وقایع جنگ به بارسلون رفت. در اسپانیا تارو به بلوند کوچولو معروف شد. این گروه وقایع جنگ در شمال شرق آراگون و جنوب کوردبا را مستند کردند. تارو و کاپا به صورت مشترک کار می‌کردند و عکس‌های زیادی را با امضای مشترک 'رابرت کاپا' به نشریات اروپایی فروختند. اولین عکس‌های این دو به راحتی از هم تمیز داده می‌شود؛ تارو یک دوربین فرانسوی مارک رولی داشت و عکس‌هایی که می‌گرفت قاب مربع داشتند. اما دوربین کاپا یک لایکای آلمانی بود و عکس‌های مستطیل شکل می‌گرفت. بعد تر در سال ۱۹۳۷ این زوج هر دو به استفاده از فیلم ۱۳۵ روی آوردند. این آغاز دوره انتشار عکس‌هایی با عنوان کاپا و تارو بود.
خیلی زود تارو مستقل تر شد. او به خواستگاری کاپا پاسخ منفی داد و به زودی به حلقه‌ای از روشنفکران اروپایی وارد شد که به سبب عقاید ضد فاشیسم خود در جبهه جمهوری اسپانیا می‌جنگیدند. ارنست همینگوی و جرج اورول از اعضای این حلقه بودند. به زودی تارو یک قرارداد مستقل با سه سوا یک روزنامه دست چپی فرانسوی بست و سپس این امکان را یافت که عکس‌های خود را تحت کپی رایت فوتو تارو در نشریاتی نظیر لایف منتشر کند. تارو به تنهایی در زمان بمباران والنسیا در آن شهر حاضر بود. عکس‌های او از این واقعه در زمره بهترین آثار او قرار دارند. در ژوئیه ۱۹۳۷، عکس‌هایی که تارو به تنهایی از منطقه برونته در حوالی مادرید برای نشریه سه سوا گرفته بود، مورد توجه مطبوعات بین‌المللی قرار گرفت. در آن زمان پروپاگاندای اسپانیای تحت حاکمیت فرانکو ادعا می‌کرد که کنترل برونته را در دست دارد این در حالی بود که جمهوریخواهان منطقه مورد مناقشه را پس گرفته بودند. دوربین و عکس‌های تارو تنها شاهد حقیقی در این معرکه بودند.

## مرگ

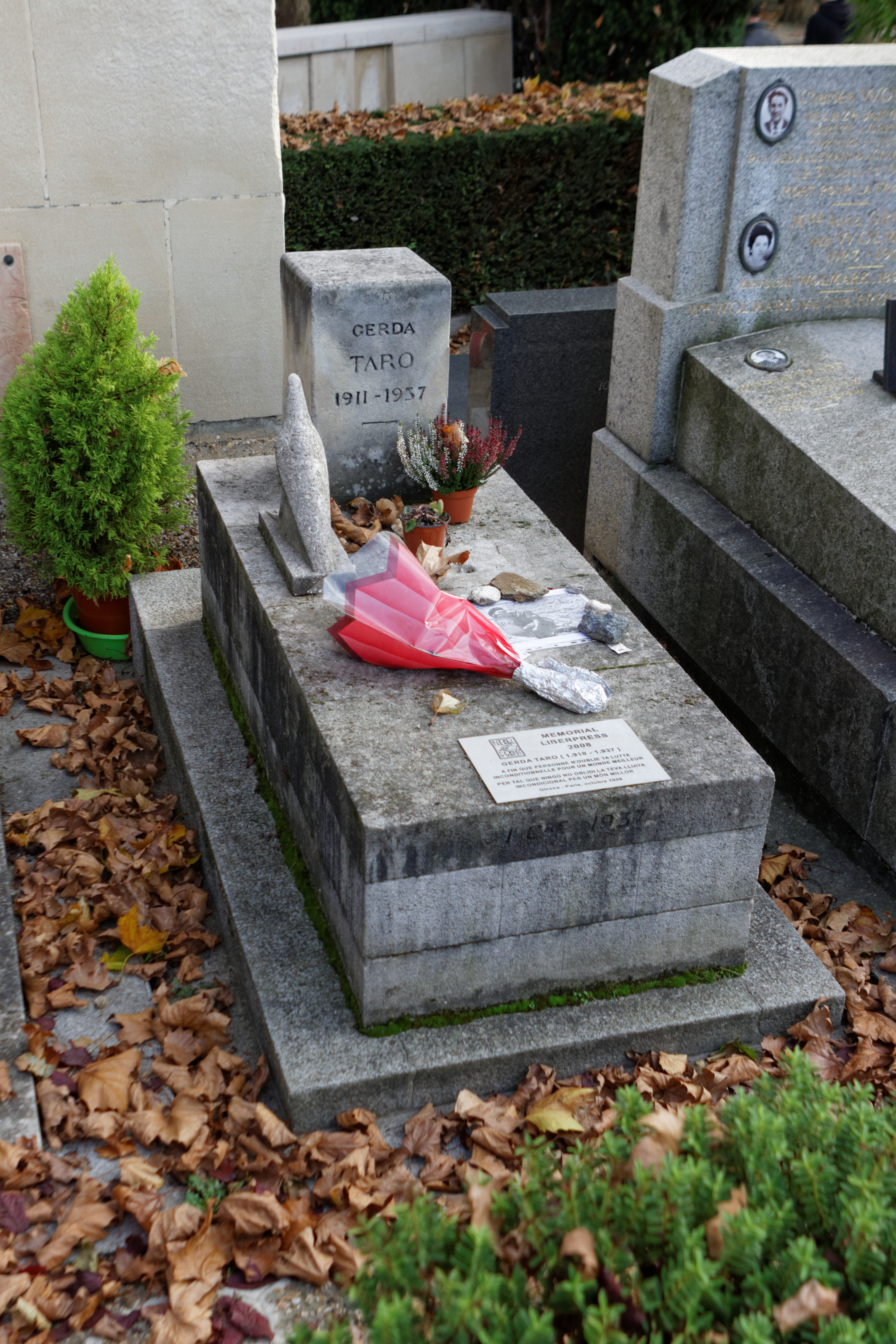
مقبره گردا تارو در گورستان پر-لاشز

به هنگام عقب‌نشینی نیروهای جمهوری از نبرد برونِته، تارو در محل حاضر بود. او بر رکاب ماشینی ایستاده بود که مجروحین نبرد را منتقل می‌کرد. یکی از تانکهای نیروهای جمهوری چپ کرد و به ماشین برخورد. تارو به شدت مجروح شد و روز بعد درگذشت. او به هنگام مرگ در ۲۶ ژوئیه ۱۹۳۷ تنها ۲۷ سال داشت.
بعدها این روایت از مرگ تارو توسط رابین استامر روزنامه‌نگار انگلیسی در مقاله‌ای در نشریه نیو استیتس من زیر سؤال رفت. استامر به نقل از ویلی برانت دوست آن روزگار تارو و صدراعظم بعدهای آلمان غربی چنین روایت کرد که مرگ تارو در حقیقت بخشی از پاکسازی سوسیالیستهای غیر همسو با مسکو در اسپانیا توسط کمونیستهای استالینیست بود. استامر مدرک دیگری برای این ادعا منتشر نکرد.
نشریه اسپانیایی ال پائس مصاحبه‌ای با یکی از اقوام یک سرباز جمهوری ترتیب داد که در صحنه مجروح شدن تارو حاضر بود. طبق شهادت شاهدان عینی تانکی که چپ کرده بود به روی تارو افتاد و او بر اثر زخمهای ناشی از این حادثه چند ساعت بعد در بیمارستان انگلیسی ال گولوسو درگذشت.
اعتقادات سیاسی تارو او را به چهره شاخصی در میان مخالفین فاشیسم تبدیل کرد. در اول اوت ۱۹۳۷ که می‌توانست تولد ۲۷ سالگی تارو باشد، حزب کمونیست فرانسه مجلس ختم باشکوهی برای بزرگداشت تارو در پاریس برگزار کرد. حزب ترتیب دفن او را در گورستان پر-لاشز داد و طراحی یادمانی برای گور تارو را به آلبرتو جاکومتی سپرد.
نخستین نمایشگاه بزرگ عکس‌های تارو در آمریکا در ۲۶ سپتامبر ۲۰۰۷ توسط مرکز بین‌المللی عکاسی افتتاح شد.

## نگارخانه

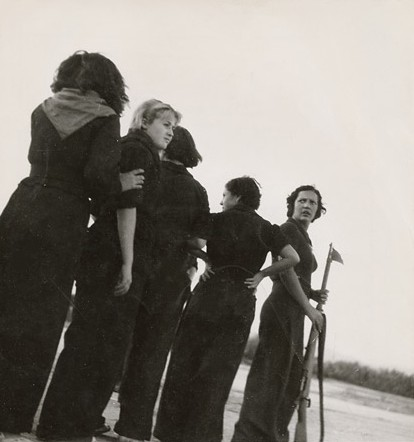
شبه نظامیان زن در سال ۱۹۳۶
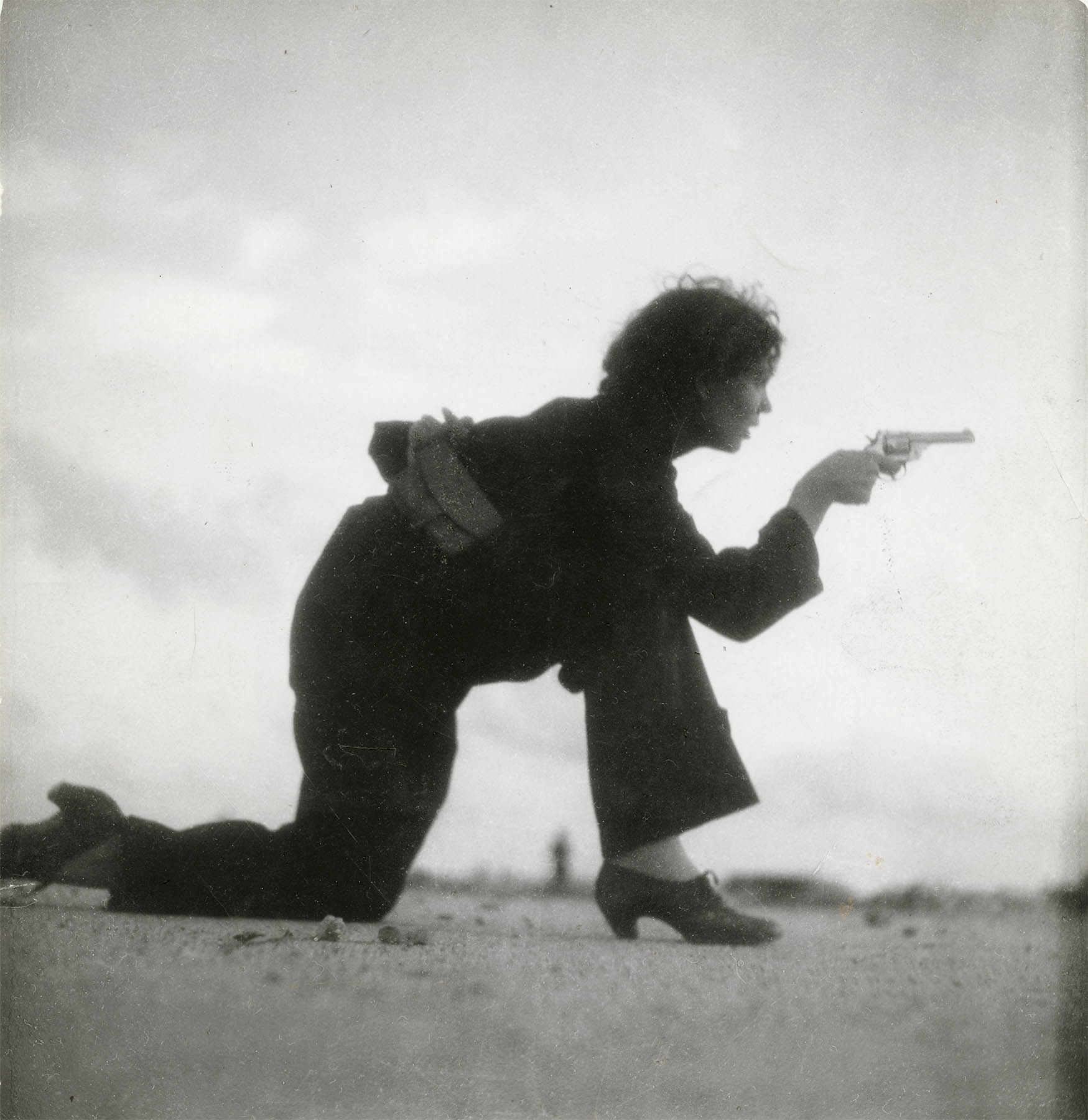
سرباز زن جمهوری اسپانیا، عکس از گردا تارو، سال ۱۹۳۶
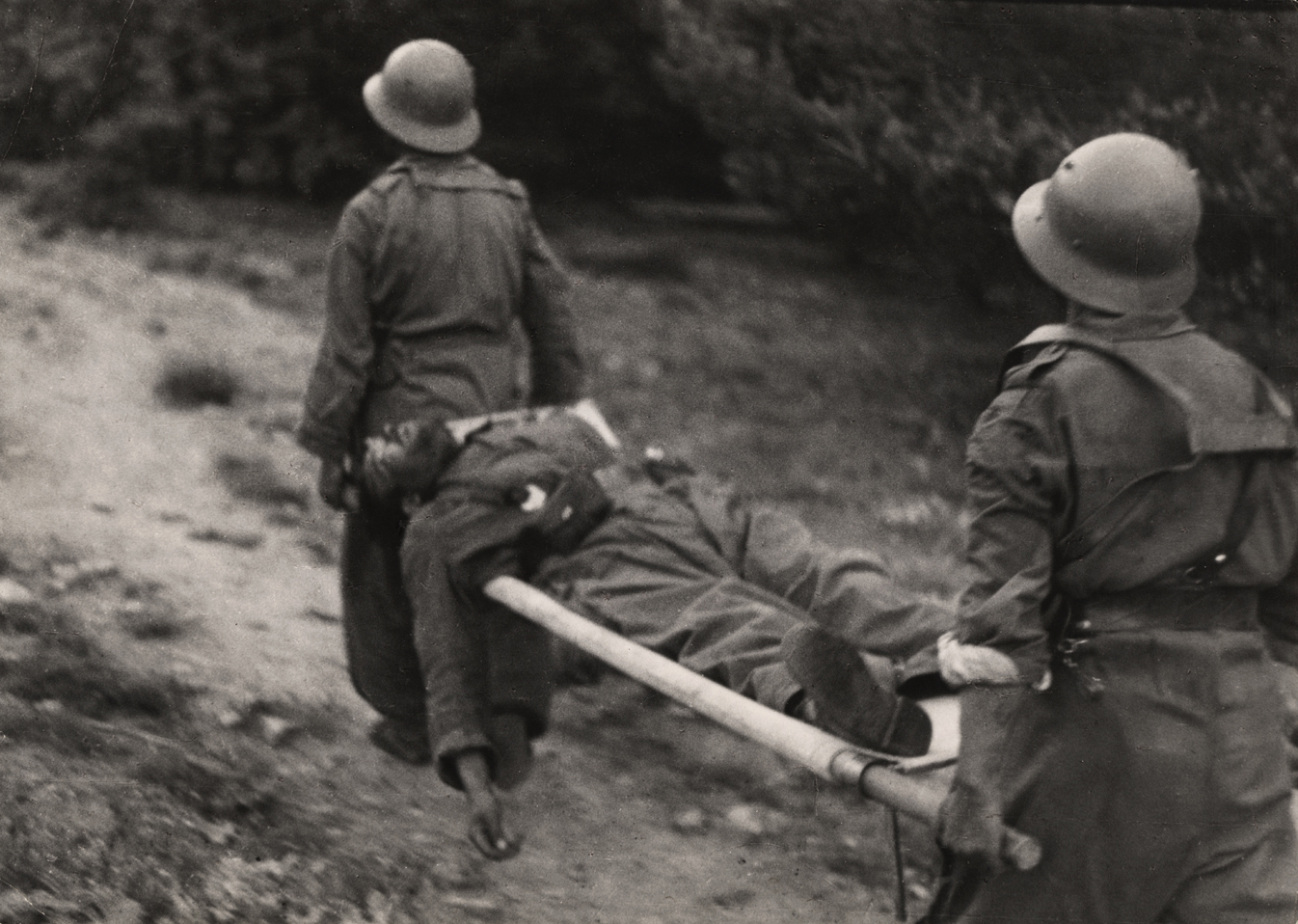
عکس در سال ۱۹۳۷ توسط تارو از سربازان جمهوری‌خواه در گذرگاه ناواسیرادا در اسپانیا